# Monumento nacional castle Clinton
El Monumento Nacional Castle Clinton (en inglés: Castle Clinton National Monument) es un monumento nacional ubicado en Nueva York, Nueva York. La Monumento Nacional Castle Clinton se encuentra inscrito como un Monumento Nacional en el Registro Nacional de Lugares Históricos desde el 15 de octubre de 1966.  

## Ubicación
El Monumento Nacional Castle Clinton se encuentra dentro del condado de Nueva York en las coordenadas 40°42′12″N 74°01′01″O / 40.703333, -74.016944.